# 奧諾里夫卡
47°7′46″N 30°39′8″E / 47.12944°N 30.65222°E
奧諾里夫卡（烏克蘭語：Онорівка）是位於烏克蘭西南部的村莊，由敖德萨州贝雷济夫卡区的羅茲克維特市鎮負責管轄。該村始建於1860年，面積1.14平方公里，海拔高度95米，2001年人口193，人口密度每平方公里168.85人。